# Liste der Bodendenkmale in Bad Fallingbostel
In der Liste der Bodendenkmale in Bad Fallingbostel sind alle Bodendenkmale der niedersächsischen Gemeinde Bad Fallingbostel aufgelistet. Die Quelle ist der Denkmalatlas Niedersachsen. Der Stand der Liste ist der 31. Oktober 2024.

## Allgemein

Bad Fallingbostel im Heidekreis

In den Spalten finden sich folgende Informationen des Bodendenkmales:
Lagegeographische Koordinaten
BezeichnungBezeichnung lt. Denkmalatlas
BeschreibungBeschreibung lt. Denkmalatlas
IDObjekt-ID
BildBild, ggf. zusätzlich mit Link zu weiteren Fotos im Medienarchiv Wikimedia Commons.

## Dorfmark
| Lage                        | Bezeichnung            | Beschreibung | ID       | Bild |
| --------------------------- | ---------------------- | --- | -------- | ---- |
| 52° 53′ 50″ N, 9° 46′ 30″ O | Dorfmark 7, Grabhügel  | Hoch gewölbt mit abgesetztem Rand, Durchmesser ca. 17 m und Höhe ca. 0,8 m. Im Süden in einen natürlichen Steilhang übergehend. | 34820395 | BW   |
| 52° 54′ 24″ N, 9° 47′ 18″ O | Dorfmark 9, Grabhügel  | Mit einzelnen, flachen Einsenkungen, Durchmesser ca. 15 m und Höhe ca. 0,6 m. Rand allmählich auslaufend.                       | 34820397 | BW   |
| 52° 53′ 12″ N, 9° 45′ 9″ O  | Dorfmark 19, Grabhügel | Weite, alte Eingrabung in der Mitte, Durchmesser ca. 15 m und Höhe ca. 0,7 m. Rand schwach auslaufend.                          | 34820838 | BW   |
| 52° 52′ 43″ N, 9° 44′ 57″ O | Dorfmark 42, Grabhügel | Rund mit allmählich auslaufendem Rand, Durchmesser ca. 12 m und Höhe ca. 0,8 m.                                                 | 34821492 | BW   |

### Dorfmark 20
- ID:35850032
- Das Grabhügelfeld umfasst drei Grabhügel sowie eine Grabhügelrekonstruktion in Form eines Steinkranzes mit Steinsetzungen.

| Lage                       | Bezeichnung | Beschreibung | ID       | Bild |
| -------------------------- | ----------- | --- | -------- | ---- |
| 52° 53′ 6″ N, 9° 45′ 12″ O | Dorfmark 20 | Am Südostteil von Bahn angeschnitten und zerstört, Durchmesser ca. 13 m und Höhe ca. 0,6 m. Rand verwaschen.                      | 34820839 | BW   |
| 52° 53′ 4″ N, 9° 45′ 8″ O  | Dorfmark 21 | Durchmesser 12 m und Höhe 0,7 m. Über den Hügel führt ein Weg.                                                                    | 34820840 | BW   |
| 52° 53′ 4″ N, 9° 45′ 14″ O | Dorfmark 22 | An Westhälfte eine alte, weite Einsenkung, Durchmesser ca. 15 m und Höhe ca. 0,5 m. Rand sanft auslaufend.                        | 34820925 | BW   |
| 52° 53′ 5″ N, 9° 45′ 8″ O  | Dorfmark 48 | Rekonstruiert ist der Steinkranz von ca. 15 m Durchmesser, in dem sich drei weitere Nord-Süd orientierte Steinsetzungen befinden. | 35849807 | BW   |

### Dorfmark 38
- ID:34821457
- Das Grabhügelfeld umfasst eine Gruppe von drei Grabhügeln.

| Lage                        | Bezeichnung | Beschreibung                                                                       | ID       | Bild |
| --------------------------- | ----------- | ---------------------------------------------------------------------------------- | -------- | ---- |
| 52° 54′ 32″ N, 9° 42′ 46″ O | Dorfmark 2  | Im Nordwestteil durch Fahrspuren gestört, Durchmesser ca. 18 m und Höhe ca. 0,5 m. | 34826097 | BW   |
| 52° 54′ 29″ N, 9° 42′ 44″ O | Dorfmark 38 | Durchmesser 17 m und Höhe 0,7 m.                                                   | 34821458 | BW   |
| 52° 54′ 29″ N, 9° 42′ 43″ O | Dorfmark 39 | Durchmesser 16 m und Höhe 0,6 m.                                                   | 34821459 | BW   |
| 52° 54′ 28″ N, 9° 42′ 42″ O | Dorfmark 40 | Fläche 26 × 20 m und Höhe 1,3 m. Mulde in der Mitte.                               | 34821490 | BW   |

## Fallingbostel
| Lage                        | Bezeichnung                 | Beschreibung | ID       | Bild |
| --------------------------- | --------------------------- | --- | -------- | ---- |
| 52° 52′ 0″ N, 9° 40′ 5″ O   | Fallingbostel 5, Grabhügel  | Flach gewölbt mit flach auslaufendem Rand, Durchmesser ca. 8 m und Höhe ca. 0,3 m. | 34821644 | BW   |
| 52° 51′ 51″ N, 9° 40′ 3″ O  | Fallingbostel 6, Grabhügel  | | 34821645 | BW   |
| 52° 52′ 16″ N, 9° 41′ 37″ O | Fallingbostel 29, Grabhügel | Annähernd runder Grabhügelrest, Durchmesser ca. 10 m und Höhe ca. 0,5 m erhalten. | 34824629 | BW   |
| 52° 50′ 56″ N, 9° 40′ 31″ O | Fallingbostel 30, Grabhügel | Flach gewölbt mit flacher Einsenkung in der Mitte, Durchmesser ca. 10 m und einer Höhe ca. 0,35 m. Rand flach auslaufend. | 34824631 | BW   |
| 52° 52′ 8″ N, 9° 43′ 57″ O  | Fallingbostel 35, Grabhügel | Sehr unebene Oberfläche, Durchmesser ca. 12 m und Höhe ca. 0,3 m. Nordrand durch Abtrag verwaschen. | 34824826 | BW   |
| 52° 52′ 7″ N, 9° 43′ 57″ O  | Fallingbostel 36, Grabhügel | Eine alte, tiefe Eingrabung in der Mitte, Durchmesser ca. 20 m und Höhe ca. 1,0 m. Rand abgesetzt. | 34824827 | BW   |
| 52° 52′ 14″ N, 9° 41′ 50″ O | Fallingbostel 38, Grabhügel | Durchmesser 14 m und Höhe 1 m. | 34824897 | BW   |
| 52° 52′ 11″ N, 9° 41′ 47″ O | Fallingbostel 40, Grabhügel | | 34825017 | BW   |
| 52° 51′ 53″ N, 9° 41′ 58″ O | Fallingbostel 60, Steinmal  | Am Westrand des Megalithparks, sechs Findlinge zu einer Gruppe zusammengestellt, davon fünf mit erkennbaren Rillen: - 1. Rillenstein aus Oerbke FStNr. 6 (L. 59 cm; Br. 80 cm; D. 63 cm, seitliche Rille, L. ca. 50 cm, Br. ca. 2 cm; T. ca. 0,5 cm). - 2. Rillenstein aus Fallingbostel FStNr. 55 (rötlich-grau, L. 75 cm, Br. 45 cm, H. 40 cm, eiförmig mit umlaufender Rille im oberen Teil). - 3. Rillenstein aus Obereinzingen FStNr. 28 (L. ca. 70 cm, Br. ca. 50 cm, D. ca. 40 cm; eine Längsseite abgeplatzt, Rillenreste etwa in Mitte der Längsseite; Breite der Rille ca. 3-4 cm). - 4. Rillenstein aus Vierde FStNr. 25 (L. 80 cm, Br. 75 cm, D. 55 cm; Br. der Rille 3-5 cm). - 5. Rillenstein aus Fallingbostel, FStNr. 61 (L. 55 cm, Br. 55 cm, D. 40 cm). | 34824360 | BW   |

### Fallingbostel 7
- ID:34824053
- Das Grabhügelfeld umfasst eine Gruppe von ehemals bis zu 25 Grabhügeln und noch teilweise erhaltenen Wegespuren. Die Grabhügel mit den FStNr. 7–12, 14, 16, 19 und 23–25 sind mit 10 – 20 m Durchmesser und 0,3 – 1,0 m Höhe erhalten. Von den Grabhügeln mit den FStNr. 15, 18 sowie 20 – 22 sind nur noch Randreste erhalten.

| Lage                        | Bezeichnung      | Beschreibung | ID       | Bild |
| --------------------------- | ---------------- | --- | -------- | ---- |
| 52° 52′ 50″ N, 9° 41′ 3″ O  | Fallingbostel 7  | Durchmesser 14 m und Höhe 0,5 m. In der Mitte eine alte Raubgrabung, auf dem Rand einzelne kopfgroße Steine. Rand allmählich auslaufend.              | 34824054 | BW   |
| 52° 52′ 50″ N, 9° 41′ 4″ O  | Fallingbostel 8  | Flach gewölbte, Fläche von 6 × 17 m und Höhe 0,5 m. Rand ist allmählich auslaufend.                                                                   | 34824055 | BW   |
| 52° 52′ 50″ N, 9° 41′ 5″ O  | Fallingbostel 9  | Mit alter Raubgrabung vom Südwestrand bis in die Mitte, Durchmesser ca. 13 m und Höhe ca. 0,5 m. Rand allmählich auslaufend.                          | 34824070 | BW   |
| 52° 52′ 48″ N, 9° 41′ 6″ O  | Fallingbostel 11 | | 34824072 | BW   |
| 52° 52′ 48″ N, 9° 41′ 8″ O  | Fallingbostel 12 | | 34824152 | BW   |
| 52° 52′ 46″ N, 9° 41′ 15″ O | Fallingbostel 14 | Einkuhlungen, Durchmesser 12 m und Höhe ca. 0,5 m. Rand allmählich auslaufend.                                                                        | 34824154 | BW   |
| 52° 52′ 46″ N, 9° 41′ 14″ O | Fallingbostel 15 | Durchmesser 15 m und Höhe 0,6 m. Rand allmählich auslaufend.                                                                                          | 34824227 | BW   |
| 52° 52′ 42″ N, 9° 41′ 21″ O | Fallingbostel 16 | Mit tiefer, trichterförmiger Eingrabung im Nordteil, Durchmesser ca. 15 m und Höhe ca. 1 m. Nordrand abgesetzt, sonst allmählich auslaufend.          | 34824228 | BW   |
| 52° 52′ 44″ N, 9° 41′ 25″ O | Fallingbostel 18 | Weitgehend zerstört und abgetragen. Südlicher Randrest ca. 0,5 Meter Höhe erhalten.                                                                   | 34824289 | BW   |
| 52° 52′ 43″ N, 9° 41′ 26″ O | Fallingbostel 19 | Allmählich auslaufender Rand, Durchmesser ca. 17 m und Höhe ca. 1,0 m. Vom Südrand bis zur Mitte eine alte Raubgrabung.                               | 34824290 | BW   |
| 52° 52′ 37″ N, 9° 41′ 27″ O | Fallingbostel 23 | 16 × 13 m und Höhe 0,8 m. Rand allmählich auslaufend.                                                                                                 | 34824440 | BW   |
| 52° 52′ 36″ N, 9° 41′ 28″ O | Fallingbostel 24 | Allmählich auslaufender Rand, Durchmesser ca. 14 m und Höhe ca. 0,8 m. Über den Westteil ein alter Grenzgraben.                                       | 34824441 | BW   |
| 52° 52′ 35″ N, 9° 41′ 27″ O | Fallingbostel 25 | Ebenmäßig gewölbt mit abgesetztem Rand, Durchmesser ca. 14 m und Höhe ca. 0,7 m. Über den Westteil ein alter Grenzgraben in Richtung Nordost-Südwest. | 34824442 | BW   |
| 52° 52′ 35″ N, 9° 41′ 32″ O | Fallingbostel 26 | Ebenmäßig gewölbt mit allmählich auslaufendem Rand, Durchmesser 13 × 11 m und Höhe ca. 0,7 m.                                                         | 34824594 | BW   |
| 52° 52′ 34″ N, 9° 41′ 33″ O | Fallingbostel 27 | Viele Einkuhlungen, Durchmesser von ca. 13 m und Höhe ca. 0,7 m. Rand abgesetzt.                                                                      | 34824595 | BW   |
| 52° 52′ 34″ N, 9° 41′ 33″ O | Fallingbostel 28 | Mit einer alten, weiten Eingrabung in der Mitte, Durchmesser ca. 10 m und Höhe ca. 0,7 m. Rand abgesetzt.                                             | 34824596 | BW   |

## Jettebruch
| Lage                        | Bezeichnung              | Beschreibung | ID       | Bild |
| --------------------------- | ------------------------ | --- | -------- | ---- |
| 52° 56′ 3″ N, 9° 49′ 53″ O  | Jettebruch 17, Grabhügel | Mit alten Mieten an der Oberfläche, Durchmesser ca. 20 m und Höhe 1 m.                                                                      | 34823544 | BW   |
| 52° 56′ 2″ N, 9° 49′ 49″ O  | Jettebruch 18, Grabhügel | Mit einer alten, weiten Einsenkung, im Südwesten durch Feldweg abgetragen, Durchmesser ca. 18 m und Höhe ca. 0,7 m. Rand schwach abgesetzt. | 34823625 | BW   |
| 52° 56′ 2″ N, 9° 50′ 21″ O  | Jettebruch 21, Grabhügel | Annähernd oval mit Eingrabungen im Zentrum, ca. 20 × 17 Meter (Nord-Süd) und Höhe ca. 1,5 Meter.                                            | 34823692 | BW   |
| 52° 55′ 10″ N, 9° 48′ 28″ O | Jettebruch 23, Grabhügel | Langoval, Fläche von 13 × 20 m (Nord-Süd) und Höhe ca. 1,20 m. Rand abgesetzt.                                                              | 34823693 | BW   |
| 52° 56′ 1″ N, 9° 50′ 23″ O  | Jettebruch 30, Grabhügel | Mit abgeflachter Oberfläche, Durchmesser ca. 14–15 Meter und Höhe ca. 0,7 Meter.                                                            | 34823965 | BW   |

## Vierde
| Lage                        | Bezeichnung              | Beschreibung | ID       | Bild |
| --------------------------- | ------------------------ | --- | -------- | ---- |
| 52° 53′ 13″ N, 9° 43′ 37″ O | Vierde 1, Terrassenäcker | Auf dem Süd- und Westhang sieben Terrassenäcker, Breite je 9 – 20 m und Absätzen von 1–2 m Höhe.                                 | 34825471 | BW   |
| 52° 53′ 40″ N, 9° 43′ 41″ O | Vierde 9, Grabhügel      | Ebenmäßig gewölbt, Durchmesser ca. 12 m und Höhe ca. 1,0 m. Pflanzfurchen quer über den Hügel von Ost nach West. Rand abgesetzt. | 34825649 | BW   |